# Sakiet Eddaïer
Sakiet Eddaïer ou Sakiet Eddayer (arabe : ساقية الدائر) est une ville littorale du centre de la Tunisie située à sept kilomètres au nord de Sfax dont elle constitue une banlieue.
Rattachée au gouvernorat de Sfax, elle constitue une municipalité comptant 45 767 habitants en 2014 et se trouve être le chef-lieu d'une délégation de 98 988 habitants. Elle comprend les secteurs de la ville de Sakiet-Eddayer (11 972 habitants), Merkez Kaaniche, Khiria, Merkez Essebaï, Bederna, Essaltania, Sidi Mansour et Cité Bourguiba.
Il s'agit d'une ville où dominent les activités industrielles : industrie agroalimentaire, avec notamment la transformation des olives, les industries du cuir et de la chaussure et la métallurgie.
Elle se situe à l'entrée de la RN1 dans l'agglomération de Sfax.